# Astragalus xipholobus
Astragalus xipholobus är en ärtväxtart som beskrevs av Mikhail Grigoríevič Popov. Astragalus xipholobus ingår i släktet vedlar, och familjen ärtväxter. Inga underarter finns listade i Catalogue of Life.